# Augustin Theiner
Augustin Theiner (11 avril 1804 à Breslau en royaume de Prusse – 8 août 1874 à Civitavecchia en Italie) est un théologien et historien allemand.

## Biographie
Fils d'un cordonnier, il est élève au gymnasium Saint-Mathias de Breslau, puis étudie la théologie dans cette même ville. Il écrit avec son frère Anthony Einfuhrung der erzwungenen Ehelosigkeit bei den Geistlichen en 1828.
Sur les conseils de son frère, il abandonne la théologie et se tourne vers le droit, qu'il étudie à Breslau et à Halle ; il est diplômé de cette dernière université en 1829. Une bourse d'études du gouvernement prussien lui permet ensuite de faire des recherches en Belgique, au Royaume-Uni et en France sur les sources du droit canon. 
Il s'installe définitivement à Rome, où il subit l'influence du comte Reisach, alors président de la Congrégation pour la propagation de la foi.
Il écrit en 1835 Geschichte der geistlichen Bildungsanstalten, et l'année suivante des Disquisitiones criticae sur les sources du droit canon. Ordonné prêtre, il rentre dans la congrégation de l'Oratoire de saint Philippe Néri.
Dans les années qui suivent, il rédige les ouvrages suivants : Die neuesten Zustände der kath. Kirche in Polen und Russland (1841), Die Rückkehr der regierenden Hauser Braunschweig und Sachsen zur kath. Kirche (1843), Zustände der kath. Kirche in Schlesien 1740-58 (1846) et Kardinal Frankenberg (1850). 
Le pape Pie IX, qui l'avait nommé à la Bibliothèque apostolique vaticane en 1850, le charge d'écrire une Histoire du pontificat de Clément XIV, qui paraît en allemand en 1853 et en italien deux ans plus tard. Il s'y montre opposé aux Jésuites — quoiqu'il eût entretenu de bonnes relations avec eux jusqu'en 1844 — et l'ouvrage est finalement interdit dans les États pontificaux. 
En 1855, Pie IX le nomme préfet des archives secrètes du Vatican. Theiner publie un certain nombre de documents recueillis dans ces archives : Die Fortsetzung der Annalen des Baronius (3 vol., 1856), Vetera monumenta Hungariae (2 vol., 1859-60), Poloniae et Lithuaniae (4 vol., 1860-64), Slavorum meridionalium (2 vol., 1863), Hibernorum et Scotorum (1864), Codex dominii temporalis Apostolicae Sedis (3 vol., 1861-62) et Monumenta spectantia ad unionem ecclesiarum Graecae et Romanae (1872).
Au moment du Premier Concile du Vatican, il est lié avec les opposants à l'infaillibilité. Il leur communique les plans de travail du Concile de Trente, qui auraient dû rester secrets, et est en conséquence démis de ses fonctions.
Les témoignages sur la fin de sa vie divergent : pour le vieux-catholique Johann Friedrich, il aurait conservé les mêmes idées sur l'infaillibilité, alors que le comte Hermann Stainlein assure le contraire. Ses Acta genuina Concilii Tridentini sont publiés en 1874, après sa mort.
Il est enterré au cimetière teutonique de Rome.

## Œuvres en ligne
- (la) Disquisitiones criticae in praecipuas canonum et decretalium collectiones, Rome, Collegio Urbano, 1836 (lire en ligne)
- (la) (avec F. Miklosich) Monumenta spectantia ad unionem Ecclesiarum Graecae et Romanae sur Google Livres, Vienne, Wilhelm Braumüller, 1872
- (la) Acta genuina sanctissimi œcumenici Concilii Tridentini sur Google Livres, t. 2, Zagreb – Leipzig, 1874